# Macedón Telekom
A Macedón Telekom vagy Makedonski Telekom (macedónul: Македонски Телеком) egy észak-macedóniai távközlési vállalat, melynek központja Szkopjéban található.  A cég a Magyar Telekom Csoport része, amely a Deutsche Telekom teljes mértékben konszolidált leányvállalata.
A Macedón Telekom Észak-Macedónia egyik legsikeresebb és legnagyobb vállalata, ráadásul a legjobb 10 cég között szerepel az országban.

## Története
A Macedón Telekom története 1997-re nyúlik vissza, amikor az ország távközlési piacán jelentős változások kezdődtek. Az 1990-es évek végén, az állami tulajdonú Makedonski Telekomunikacii (MT) váltotta fel a korábbi, korlátozott szolgáltatásokat. A cég gyorsan bővítette szolgáltatásait és elérhetőségét az országban, hogy megfeleljen a növekvő igényeknek.
A Macedón Telekom 2001-ben átesett egy privatizáción, amely során az EBB (Európai Beruházási Bank) és a Deutsche Telekom is érdekeltséget szerzett a vállalatban. Az állami vállalat fokozatosan magánkézbe került, és 2001-ben a Deutsche Telekom megszerezte a cég teljes irányítását. Ez a lépés megerősítette a vállalat helyét a  piacon és lehetőséget adott, hogy a nemzetközi távközlési cégcsoport részeként fejlődjön tovább.
A Macedón Telekom 2005-ben csatlakozott a Magyar Telekom Csoporthoz, amely a Deutsche Telekom részét képezte. A Magyar Telekom akvizíciója biztosította a Macedón Telekom számára a stabil háttértámogatást és a nemzetközi távközlési tapasztalatokat.

## Lehallgatási Botrány
2015 körül Észak-Macedóniát egy nagyszabású lehallgatási botrány rázta meg, amely súlyosan érintette az ország biztonsági és titkosszolgálati struktúráit. A Biztonsági és Kémelhárító Ügynökség munkatársait a hatalmukkal való visszaéléssel vádolták, miután kiderült, hogy illegális lehallgatásokat végeztek a Macedón Telekom hálózatán, és ezzel súlyosan megsértették a magánélet védelméhez fűződő jogokat.
A különleges ügyészség által indított nyomozás során a Macedón Telekom nem működött együtt a hatóságokkal. Később a Magyar Telekom, mint a Macedón Telekom anyavállalata, belső vizsgálatot indított, hogy tisztázza a helyzetet. Azonban a belső vizsgálat megállapításait nem hozták nyilvánosságra.

## Lásd még
- Deutsche Telekom
- Magyar Telekom

## Külső linkek
- Hivatalos weboldal